# Dicentria manni
Dicentria manni är en fjärilsart som beskrevs av William Schaus 1924. Dicentria manni ingår i släktet Dicentria och familjen tandspinnare. Inga underarter finns listade i Catalogue of Life.